# Chaturanga

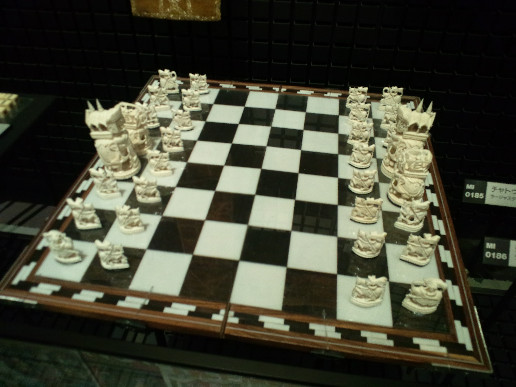
Disposición inicial de las piezas del chaturanga, precedente del ajedrez actual.

El chaturanga (en sánscrito: चतुरङ्ग; caturaṅga) es un antiguo juego originario de India y del cual parece provenir el ajedrez tal como se conoce hoy en día, así como otros juegos como el shōgi, el xiangqi, el janggi y el makruk. La referencia más antigua al chaturanga se encuentra en el Majábharata (texto épicorreligioso del siglo III a. C.).
En el Jarsha-charita (escrito por Baná Bhatta hacia el 640) se encuentra otra mención del juego, refiriéndose a que en la época del rey Jarsha Vardhana comenzó un inédito período de paz, en que las guerras solo se realizaban sobre un tablero de ajedrez:

Solo las abejas discutían (mientras extraían el néctar), los pies solo se cortaban en los versos, y el chaturanga se practicaba sobre el ashtapada.
Baná Bhatta, Jarsha-charita

Se cree que la versión moderna del chaturanga se ha jugado desde alrededor del año 600,[cita requerida] por lo que se le considera la versión más antigua del ajedrez.
El chaturanga es el antecesor directo del shatranj, que fue la forma en la que el ajedrez llegó a la Europa medieval.

## Origen del chaturanga

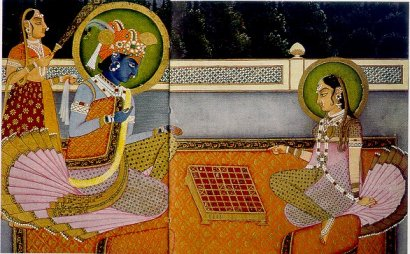
Krishna y Radha jugando al chaturanga.

En su obra El libro de los reyes, el poeta persa Ferdusí (935-1020) cuenta acerca del origen del chaturanga, donde plantea que el juego se creó debido a una polémica surgida tras una guerra de sucesión al trono entre dos hermanos. Para resolverla, un grupo de sabios decidió reproducir dicha batalla colocando, en un suelo de escaques de buena madera, teca oscura y marfil blanco, estatuillas que representaban: dos grupos de infantes en fila, atrás del grupo de infantes se colocaron ordenadamente, el rey, su general, dos elefantes, dos carruajes y dos caballeros con sus respectivos equinos. A cada estatuilla se le atribuyó el papel que habían jugado en la batalla y lo representaron mediante movimientos sobre las casillas así: el general no se podía mantener alejado de su rey más de una casilla, el elefante se desplazaba tres casillas verticalmente, el caballero se desplazaba tres casillas diagonalmente y los soldados de infantería se desplazaban una casilla hacia adelante.
El término chaturanga se acuñó de chatur (que significa ‘cuatro’ en sánscrito) y anga (que significa ‘miembros’), es decir, los cuatro miembros que integran un ejército: infantería, caballería, elefantes y carruajes.
Por lo antiguo de los escritos de Ferdusí, surge la duda si bien fueron basados en hechos reales o no, lo que importa es que hace muchos siglos en la India se manejaba un juego que representaba una guerra en un tablero.

## Debates sobre el número original de jugadores
Una teoría ya desechada, formulada por Duncan Forbes, autor de The History of Chess, afirmaba que el ajedrez original se jugaba con cuatro participantes (chaturaji) y después evolucionó al juego de dos contendientes, basándose en los primeros textos indios que hacen referencia al juego de cuatro reyes que datan del año 1030 después de Cristo.
Sin embargo, esta teoría fue rechazada por historiadores modernos, al concluirse que el chaturaji fue una variante muy posterior del chaturanga.

## Expansión geográfica del chaturanga
La teoría sobre la expansión del chaturanga explica que este juego se expandió en viajes tales como los realizados en la Ruta de la seda; en donde seda, sal, y especias atravesaban desde la India hacia el Oriente y el Occidente; producto que en las caravanas se llevaba siempre un tablero de chaturanga; conociéndose así este juego en la China, Irán, los países árabes, etc.

## Reglas
El chaturanga se jugaba en un tablero de 8×8, en el que las casillas eran del mismo color. Este tablero se llamaba ashtāpada. Algunas casillas del tablero estaban marcadas, pero el significado de estas marcas aún se desconoce. Las marcas no están relacionadas con el chaturanga, pero se hacían por tradición. Algunos historiadores plantean como conjetura que el Ashtāpada se utilizara también para algún otro juego de dados, en el que las marcas tenían sentido.
|    | |    |    |    |    |    |    |
|    | \| \| \| \| \| \| \| \| \| \| \| \| \| \| \| \| \| \| \| \| \| \| \| \| \| \| \| \| \| \| \| \| \| \| \| \| \| \| \| \| \| \| \| \| \| \| \| \| \| \| \| \| \| \| \| \| \| \| \| \| \| \| \| \| \| \| \| \| \| \| \| \| |    |    |    |    |    |    |
|    | |    |    |    |    |    |    |
| a8 | b8 | c8 | d8 | e8 | f8 | g8 | h8 |
| a7 | b7 | c7 | d7 | e7 | f7 | g7 | h7 |
| a6 | b6 | c6 | d6 | e6 | f6 | g6 | h6 |
| a5 | b5 | c5 | d5 | e5 | f5 | g5 | h5 |
| a4 | b4 | c4 | d4 | e4 | f4 | g4 | h4 |
| a3 | b3 | c3 | d3 | e3 | f3 | g3 | h3 |
| a2 | b2 | c2 | d2 | e2 | f2 | g2 | h2 |
| a1 | b1 | c1 | d1 | e1 | f1 | g1 | h1 |

| a8 | b8 | c8 | d8 | e8 | f8 | g8 | h8 |
| a7 | b7 | c7 | d7 | e7 | f7 | g7 | h7 |
| a6 | b6 | c6 | d6 | e6 | f6 | g6 | h6 |
| a5 | b5 | c5 | d5 | e5 | f5 | g5 | h5 |
| a4 | b4 | c4 | d4 | e4 | f4 | g4 | h4 |
| a3 | b3 | c3 | d3 | e3 | f3 | g3 | h3 |
| a2 | b2 | c2 | d2 | e2 | f2 | g2 | h2 |
| a1 | b1 | c1 | d1 | e1 | f1 | g1 | h1 |

No se conocen las reglas exactas del juego, aunque algunos historiadores del ajedrez creen que eran las mismas o muy similares a las del shatranj. Existe incertidumbre respecto del movimiento del elefante, el precursor del alfil del ajedrez moderno. En la literatura antigua se describen tres movimientos diferentes:
- Dos casillas en diagonal en cualquier dirección, saltando sobre una casilla, como el alfil en el shatranj. El mismo movimiento que hace el Barco en la versión a cuatro manos del chaturanga (chaturaji). Este es probablemente el movimiento más antiguo del elefante. En el Xiangqi (ajedrez chino) el elefante tiene un movimiento similar, solo que no puede saltar por encima de una pieza.
- Una casilla hacia adelante o en diagonal hacia cualquier dirección (piénsese en las cuatro patas y la trompa del elefante). Este es el mismo movimiento que puede hacer el general Plateado en Shōgi. En Makruk (ajedrez tailandés) y Sittuyin (ajedrez birmano) el elefante mueve del mismo modo. Este movimiento fue descrito hacia el año 1030 por Biruni en su libro India.
- En cualquier dirección ortogonal saltando sobre una casilla. Una pieza que se mueve igual, se llama dabbāba en algunas variantes del ajedrez.[3]

Este movimiento fue descrito por el maestro árabe Al-Adli alrededor del año 840 en una obra que no ha llegado completa hasta nosotros.
(La palabra árabe dabbābah era el nombre de un artefacto de guerra que se utilizaba durante el asedio y ataque a fortificaciones protegidas por murallas y en la actualidad significa ‘tanque’).
Al-Adli también menciona otras dos diferencias del chaturanga con el shatranj:
- El ahogado suponía la victoria para quien quedaba sin movimientos. Esta regla parece bastante ilógica, aunque apareció con posterioridad en variaciones medievales del ajedrez en Inglaterra alrededor de 1600. Según otras fuentes, no existía el ahogado, lo que resulta improbable.
- El jugador que desnudaba primero al rey del rival (capturaba todas las piezas excepto el rey), ganaba. En shatranj también se podía ganar así, con la diferencia de que, si en el siguiente turno el jugador con el rey desnudo hacía lo propio con el rey adversario, la partida concluía en tablas con la reina.

## Del chaturanga al ajedrez
El poema Mâdayân î chatrang, o simplemente Chatrang nâmag, es la primera evidencia literaria que describe las piezas de ajedrez y la llegada del chaturanga a Persia, aunque la datación del texto es polémica; los historiadores estiman que data entre los siglos VII y IX.
Hacia el siglo VII otro poema, Xusraw Kawadan ud redag, escrito en idioma pahlavi, menciona el chaturanga, el Ashtāpada y el nard, el predecesor del backgammon. Cosroes fue el Shah de Persia de 531 a 579 y entre las posibilidades existentes, sería la primera en recibir un conjunto de piezas de ajedrez provenientes de la India.